# Рубинштейн, Лев Владимирович
Лев Владимирович Рубинштейн (3 (16) мая 1905, Минск — 1995, Нью-Йорк) — советский историк, писатель, переводчик, военный корреспондент, специалист по Дальнему Востоку.

## Биография
Лев Владимирович Рубинштейн родился в семье инженера, землемера и картографа Вольфа Рубинштейна.
В 1928 оканчивает исторический факультет Московского Государственного Университета. Специализация — история Дальнего Востока.
С 1928 по 1930 работает в Ленинграде при Академии Наук, участвует в собраниях ОБЭРИУ, дружит с Хармсом и Олейниковым.
В 1930, во время «чистки» Академии наук СССР, призван в армию. Отправлен на Дальний Восток в Штаб Дальневосточного Военного Округа под командованием Блюхера.
В 1934 году по рекомендации Виктора Шкловского становится членом Союза Писателей. Членский билет номер 600 подписан М. Горьким.
В 1939—1940 военный корреспондент в Финляндии.
С осени 1941 работает в отделе информации в Москве, а также в журналах Знамя и Красная Звезда.

В 1945 — подполковник при информационном отделе штаба Дальневосточного Округа, участник Маньчжурской Операции в северном Китае.
С 1951 попадает в списки «космополитов». Сотрудничает с Владимиром Вайнштоком, который помогает ему печататься под совместным псевдонимом Владимир Владимиров.
Анонимно пишет сценарии для радиопередачи «Клуб знаменитых капитанов».
После смерти Сталина возобновляет работу под своим именем, печатается в издательстве ДЕТГИЗ.
В 60-е годы с делегациями советских писателей выезжает за границу — в Швецию, Великобританию, Чехословакию.
В 1969 накануне отлёта в Токио попадает в больницу с обширным инфарктом — в Японию, мечту своей жизни, он никогда не попадёт.
В творчестве Рубинштейна в 70-е годы появляется новая тема — тема музыки («Музыка моего сердца», «Песни остаются навсегда»).
В 1980 подаёт просьбу о выезде из СССР. Исключён из Союза писателей.
В 1981 году эмигрирует в США, печатается в газете «Новое Русское Слово».
Первые книги Льва Рубинштейна написаны о Востоке: «Рисовый бунт» (1931), «Японские пленники» (1931), «Тан-Пин-Тянь-Го» (1933), «Повесть о сорока семи нижних чинах» (1934), «Тропа самураев» (1934).

## Литературные труды
- На сопках Маньчжурии: записки военного корреспондента. — Москва: Художественная литература, 1948. — 92 с.
- Головоломки. — Гос. изд-во, 1930. — 30 с.
- Тропа самураев. — Москва: Художественная литература, 1934. — 159 с.
- Крушение Юга. — Москва: Художественная литература, 1936.
- Адмирал Сенявин. — Москва: Воен. мор. изд-во, 1945.
- Путь в тысячу ри. — Москва, Ленинград: Политиздат, 1971. — 335 с.
- Азбука едет по России. — Москва, Ленинград: Детская литература, 1972. — 110 с.
- Чёрный ураган. — Москва.
- Честный Эйб. — Москва.
- В садах Лицея. — Москва, Ленинград: Детская литература, 1969. — 206 с.
- Музыка моего сердца. — Москва: Детская литература, 1970. — 190 с.
- Потомки мореходов. — Москва: Детская литература, 1970. — 62 с.

- Дорога победы. — Москва: Гос. изд-во детской лит-ры, 1954. — 639 с.

- Тайна Староконюшенного переулка
- Песни остаются навсегда
- Дедушка русского флота (1971). — Москва, Ленинград, 2002. — 222 с. — ISBN 5-94669-031-0.

- Маленький кубинец
- Кинко и Хироси: Маленькие японцы
- Человек, который вернётся
- Всадник Без Головы (перевод)
- Морской волчонок (перевод). — Москва, Ленинград: Изд. и ф-ка детской книги Детиздата, 1938.

## Семья
Жена Ирина, урождённая Вишневская, дочь Марина.